# Súmate (Catalogne)
Pour les articles homonymes, voir Súmate.
Súmate (en français Rejoins-nous) est une organisation catalane à but non lucratif créée en 2013 qui vise à promouvoir le vote indépendantiste parmi les Catalans de langue castillane nés hors de Catalogne.

### Sources
- (ca)/(es) Cet article est partiellement ou en totalité issu des articles intitulés en catalan « Súmate » (voir la liste des auteurs) et en espagnol « Súmate (Cataluña) » (voir la liste des auteurs).